# Niphabryna granulosus
Niphabryna granulosus – gatunek chrząszcza z rodziny kózkowatych i podrodziny zgrzypikowych. Jedyny przedstawiciel rodzaju Niphabryna.

## Zasięg występowania
Gatunek ten występuje na Indonezyjskiej wyspie Flores.